# أسل قرطبي
أسل قرطبي (الاسم العلمي: Juncus cordobensis) نوع نباتي يتبع جنس الأسل وينتمي إلى الفصيلة الأسلية.